# Порядок наследования вюртембергского престола

Герб Королевства Вюртемберг

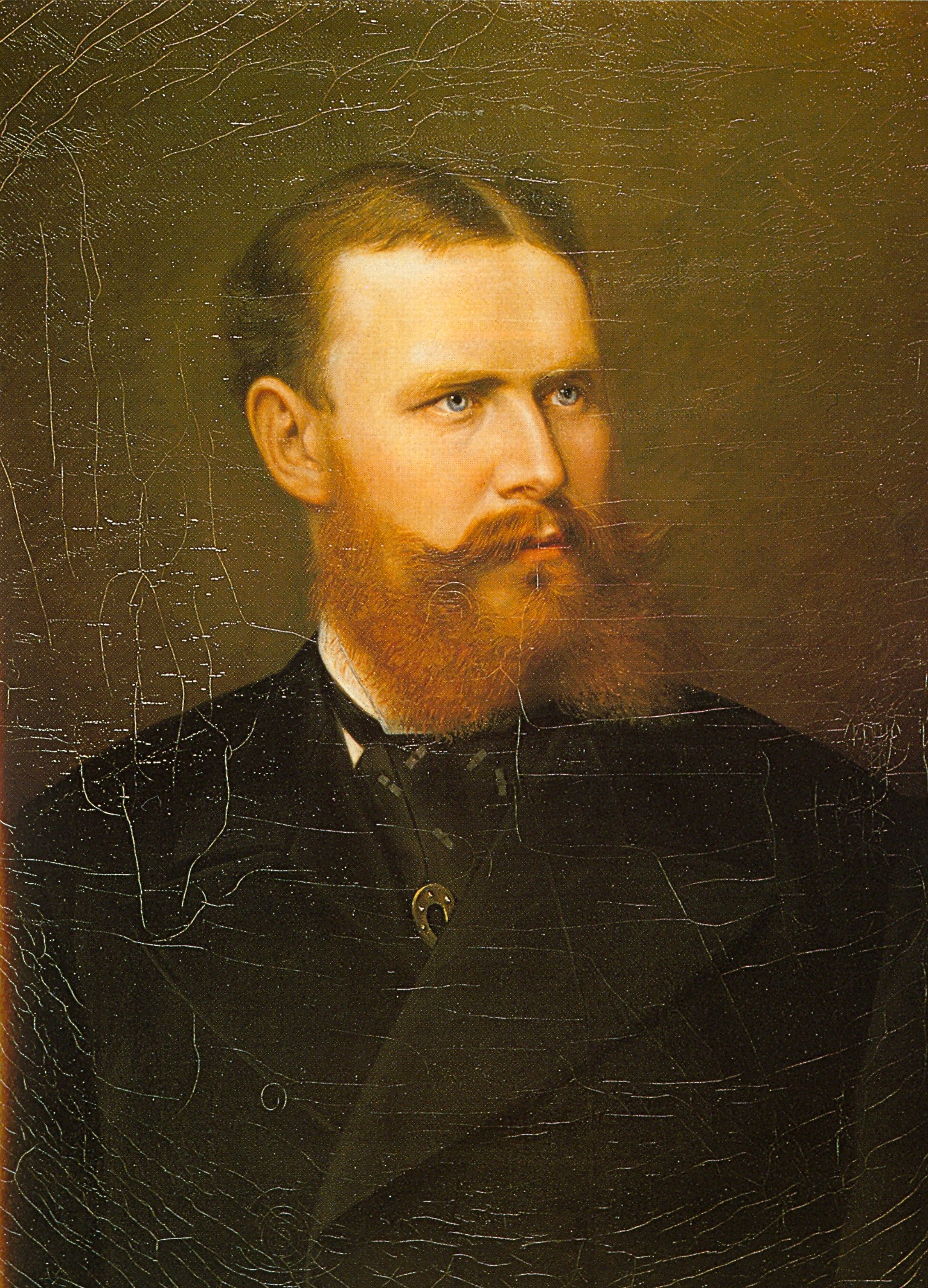
Вильгельм II (1848—1921), последний король Вюртемберга (1891—1918), глава Вюртембергского королевского дома в 1918—1921 годах.

Вюртембергское королевство было упразднено в ноябре 1918 года вместе с остальными монархиями, которые входили в состав Германской империи. Последним королем Вюртемберга был Вильгельм II (1848—1921), правивший в 1891—1918 годах.
После смерти Вильгельма II в 1921 году на Вюртембергский престол стали претендовать герцог Текский и герцог Урахский, но оба они произошли от морганатических браков, поэтому главой Вюртембергского королевского дома стал Альбрехт, герцог Вюртембергский (1865—1939), представитель римско-католической Альтсхаузенской линии. Нынешним главой Вюртембергского дома является Вильгельм, герцог Вюртембергский (род. 1994).
Порядок наследования вюртембергского престола определяется статьей 7 Конституции Королевства Вюртемберг, в которой говорится, что право наследования трона принадлежит мужской линии королевского дома, линия престолонаследия определяется в соответствии с первородством.

## Текущий порядок наследования
- Герцог Карл Вюртембергский (1936—2022)
  - Герцог Фридрих Вюртембергский (1961—2018)
    -  Герцог Вильгельм Вюртембергский (род. 1994)

  - (1) Герцог Эберхард (род. 1963)
    -  (2) Герцог Александр (род. 2010)

  - (3) Герцог Филипп (род. 1964)
    -  (4) Герцог Карл Теодор (род. 1999)

  -  (5) Герцог Михаэль (род. 1965)

## Порядок наследования в ноябре 1918 года
- Герцог Фридрих II Евгений (1732—1797)
  -  Король Фридрих I (1754—1816)
    -  Принц Павел (1785—1852)
      -  Принц Фридрих (1808—1870)
        -   Король Вильгельм II (род. 1848)

  -  Герцог Александр (1771—1833)
    -  Герцог Александр (1804—1881)
      -  Герцог Филипп (1838—1917)
        - (1) Герцог Альбрехт (род. 1865)
          - (2) Герцог Филипп Альбрехт (род. 1893)
          - (3) Герцог Альбрехт Евгений (род. 1895)
          -  (4) Герцог Карл Александр (род. 1896)

        - (5) Герцог Роберт (род. 1873)
        -  (6) Герцог Ульрих (род. 1877).